# Montanuy
Montanuy – gmina w Hiszpanii, w prowincji Huesca, w Aragonii, o powierzchni 174,2 km². W 2011 roku gmina liczyła 265 mieszkańców.